# 세종특별자치시 문화재단
세종특별자치시 문화관광재단은 세종특별자치시의 문화진흥에 관한 중요 시책을 심의·지원하고 세종특별자치시의 문화진흥 사업을 수행하기 위하여 세종특별자치시청이 출연한 기관이다.

## 조직
- 경영지원팀
- 재무회계팀
- 시설안전팀
- 예술지원팀
- 일상문화팀
- 대중예술팀
- 공연기획팀
- 문화예술회관팀
- 무대예술팀
- 시립청소년교향악단팀
- 관광기획팀
- 관광사업팀
- 축제문화팀